# Бадахов, Хамзат Ибраевич
Хамзат Ибраевич Бадахов (карач.-балк. Бадахланы Ибрайны джашы Хамзат; 15 августа 1917, аул Карт-Джурт, Кубанская область — 4 июня 1996) — советский офицер-кавалерист, участник Великой Отечественной войны, майор; Герой России (1995).

## Биография
Родился в карачаевской крестьянской семье. В 1932 г. окончил семилетнюю школу, в 1935 г. с отличием — Карачаевский педрабфак. Проучившись один год в Пятигорском педагогическом училище, в 1937 г. вступил в ряды Красной армии.
В 1939 г. окончил с отличием Тамбовское военное кавалерийское училище, служил командиром эскадрона в 31-й кавалерийской дивизии (Дальний Восток).
C сентября 1942 г. — на фронтах Великой Отечественной войны, командир 4-го эскадрона 7-го гвардейского полка 2-й гвардейской кавалерийской дивизии (1-й гвардейский кавалерийский корпус). Участвовал в сражениях на Днепре, освобождении правобережной Украины. В боях проявлял храбрость, подавал примеры мужества и отваги. Его эскадрон неоднократно выполнял функции передового отряда полка. За боевые подвиги при форсировании Днепра и взятии Житомира представлялся к званию Героя Советского Союза.
В должности офицера связи командования 2-й гвардейской кавалерийской дивизии участвовал в боях за Луцк, Радзивилов, Броды.
В апреле-мае 1945 г. в должности помощника начальника разведки дивизии совершал рейды в тыл противника, давал точные и своевременные разведданные. В контратаке 23 апреля с группой уничтожил до 60 гитлеровцев, захватил 34 пленных. В бою 29 апреля в районе Мейссен-Герна с группой из 6 разведчиков в течение 12 часов оборонял высоту, уничтожил 70 гитлеровцев и захватил 4 пленных. Был представлен к ордену Ленина.
В послевоенное время окончил физико-математический факультет Кабардино-Балкарского педагогического института, затем аспирантуру там же; кандидат физико-математических наук. Несколько лет преподавал в университете, в 1962—1967 гг. был также деканом физико-математического факультета Карачаево-Черкесского государственного педагогического института (ныне — Карачаево-Черкесский государственный университет (КЧГУ) имени Умара Джашуевича Алиева). Затем несколько лет заведовал лабораторией в Высокогорном геофизическом институте (Нальчик).
Указом Президента РФ от 7 сентября 1995 г. № 910 за мужество и героизм, проявленные в борьбе с немецко-фашистскими захватчиками в Великой Отечественной войне 1941—1945 годов, Бадахову Хамзату Ибраевичу присвоено звание Героя Российской Федерации.
Умер 4 июня 1996 года. Похоронен на кладбище аула Кумыш.

## Награды
- медаль «Золотая Звезда» Героя России (7.9.1995) — за мужество и героизм, проявленные в борьбе с немецко-фашистскими захватчиками в Великой Отечественной войне 1941—1945 годов[2]
- орден Отечественной войны 1-й степени (18.10.1943)
- орден Красной Звезды (20.9.1944)
- орден Красного Знамени (1945)